# 中國—巴哈馬關係
中國—巴哈馬關係（英語：China–Bahamas relations）是指中國和巴哈馬之間的双边国际關係。巴哈马国与中华人民共和国于1997年5月建交。

## 政治关系
中华人民共和国与巴哈马国於1997年5月23日建立大使级外交关系。

### 外交代表
1997年，建交後不到兩個月，中國駐巴哈馬大使館開館。2006年1月，巴哈馬驻华大使馆开馆。

### 高层往来
中國訪巴的有：國務委員吳儀（2003年）、全國人大副委員長成思危（2005年）、全國人大常委會委員長吳邦國（2009年）、國務院副總理回良玉（2009年）、國務院副總理王岐山（2011年）、外交部長楊潔篪（2011年）、全國政協副主席李兆焯（2013年）、全國人大常委會副委員長蔡達峰（2019年）、全國人大常委會副委員長肖捷（2023年）等。
巴哈馬訪華的有：總理英格拉哈姆（1997年、2010年）、總督特恩奎斯特（1999年）、總理克里斯蒂（2004年、2015年出席中拉論壇首屆部長級會議開幕式）、參議長霍洛韋斯科（2010年）、眾議長史密斯（2010年）、參議長威爾遜（2014年）、外長米切爾（2014年，非正式；2015年，出席中拉論壇首屆部長級會議）、副總理戴維斯（2015年，出席中拉基礎設施合作論壇）、外長亨菲爾德（2018年，出席首屆中國國際進口博覽會）等。

## 經濟關係
巴哈馬承認中國完全市場經濟地位。2022年，中巴雙邊貿易額為4.06億美元，同比下降17.2%，其中中國出口3.97億美元，同比下降16.1%，進口882.47萬美元，同比下降48.8%。中國主要出口礦物燃料及其產品、鋼鐵製品、船舶、油漆、服裝等，進口有機化學品及少量動物產品、鍋爐、機器及零件等。

## 签证
2013年12月19日，中華人民共和国与巴哈马签署普通护照互免签证协议，并于2014年2月12日生效，协议规定停留期30天，但是单方面给予中華人民共和国公民90天停留期。

## 外部連結
- 中華人民共和國駐巴哈馬國大使館官方網站（简体中文）（英文）
  - 中華人民共和國駐巴哈馬國大使館經貿之窗官方網站（简体中文）
- 巴哈馬駐華大使館官方網站（简体中文）（英文）